# Vierschanzentournee 1956/57
Die 5. Vierschanzentournee 1956/57 begann mit dem Springen in Oberstdorf am 29. Dezember und war schon nächsten Tag, dem 30. Dezember in Innsbruck zu Gast. Am 1. Januar folgte das traditionelle Neujahrsspringen in Garmisch-Partenkirchen, womit in nur 4 Tagen 3 Wettbewerbe durchgeführt wurden. Dann folgte zunächst eine längere Pause, bis am  6. Januar das Abschlussspringen in Bischofshofen durchgeführt wurde. Erstmals waren polnische Springer am Start. Die Finnen traten ohne ihren Olympiasieger von 1956 Antti Hyvärinen und den Tourneegewinner von 1954/55 Hemmo Silvennoinen an. Trotzdem stellten sie mit Tourneuling Pentii Uotinen den Gesamtsieger. Von den übrigen Tourneesiegern war nur Vorjahressieger Kamenski aus der Sowjetunion am Start.

## Nominierte Athleten 56/57
| Nation           | Athleten |
| ---------------- | --- |
| BR Deutschland   | Max Bolkart, Georg Thoma, Sepp Kleisl, Toni Brutscher, Edi Heilingbrunner, Sepp Hohenleitner, Hermann Anwander, Willi Fischer, Willy Gotthold, Helmut Ackermann, Alfred Winkler, Hans Kriner, Hias Winkler (13) |
| DDR              | Harry Glaß, Werner Lesser, Helmut Recknagel, Harald Pfeffer, Horst Lesser, Helmut Döbrich, Hugo Fuchs, Herbert Arnold (8)                                                                                       |
| Österreich       | Willi Egger, Walter Habersatter, Rudi Schweinberger, Otto Leodolter, Alois Leodolter, Walter Steinegger, Ferdl Kerber, Albin Plank, Heinz Winkler (9)                                                           |
| Finnland         | Pentti Uotinen, Eino Kirjonen, Aulis Kallakorpi (3) |
| Norwegen         | Asbjørn Osnes, Kjell Kopstad, Arne Larsen, Toralf Engan (4) |
| Polen            | Władysław Tajner, Józef Huczek, Jan Kula, Jakub Węgrzynkiewicz (4) |
| Schweden         | Toivo Lauren, Arne Ström (2) |
| Schweiz          | Andreas Däscher, Francis Perret (2) |
| Sowjetunion      | Nikolai Kamenski, Nikolai Schamow, Nikolai Trussow, Koba Zakadse, Juri Skworzow, Juri Moschkin, Waleri Kondratjew (7)                                                                                           |
| Tschechoslowakei | Mojmír Stuchlík, Jáchym Bulín, Zdeněk Remsa, Drahomír Jebavý, Antonín Chraust (5) |

## Oberstdorf
- Datum: 29. Dezember 1956[2]
- Land:  BR Deutschland
- Schanze: Schattenbergschanze

Zum dritten Mal in Folge gelang vor 10.000 Zuschauern den finnischen Springern ein Doppelsieg beim Auftaktspringen auf der Schattenbergschanze. Diesmal siegte der bis dahin nicht so in Erscheinung getretene Pentti Uotinen vor dem Olympiazweiten Aulis Kallakorpi. Platz 3 war mit Werner Lesser und Toni Brutscher gleich zweimal fest in deutscher Hand. Helmut Recknagel stürzte im ersten Durchgang und belegte so nur Platz 35. Geschmälert wurde der sportliche Wert des Springens durch das Fehlen der sowjetischen Springer, die noch im Vorjahr bei ihrer erstmaligen Teilnahme gleich den Tourneesieger stellten. Ihnen wurde von den bundesdeutschen Behörden die Einreise verweigert.
| Pos. | Springer          | Land           | Punkte |
| ---- | ----------------- | -------------- | ------ |
| 01   | Pentti Uotinen    | Finnland       | 227,0  |
| 02   | Aulis Kallakorpi  | Finnland       | 223,0  |
| 03   | Werner Lesser     | DDR            | 218,5  |
| 03   | Toni Brutscher    | BR Deutschland | 218,5  |
| 05   | Andreas Däscher   | Schweiz        | 218,0  |
| 06   | Max Bolkart       | BR Deutschland | 217,5  |
| 07   | Kjell Kopstad     | Norwegen       | 215,5  |
| 08   | Harry Glaß        | DDR            | 212,5  |
| 09   | Walter Steinegger | Österreich     | 212,0  |
| 10   | Asbjørn Osnes     | Norwegen       | 210,5  |
| 10   | Toivo Lauren      | Schweden       | 210,5  |
| 10   | Georg Thoma       | BR Deutschland | 210,5  |

## Innsbruck
- Datum: 30. Dezember 1956[3]
- Land:  Österreich
- Schanze: Bergiselschanze

Entgegen der normalen Reihenfolge wurde schon am Folgetag in Innsbruck gesprungen. Dabei überraschten die nun erstmals startenden sowjetischen Springer mit den ersten 2 Podiumsplätzen. Mit Platz 4 vervollständigte Koba Zakadse das Ergebnis seiner Mannschaft. Während die Finnen diesmal nicht in die Entscheidung eingriffen, zeigten die deutschen Springer eine gute Mannschaftsleistung mit den Plätzen 3, 4 und 6. Erstmals konnte dabei der erst 19-jährige Helmut Recknagel bei der Tournee mit Platz 6 auf sich aufmerksam machen. Auch in der Gesamtwertung zeigte sich nach 2 Springen die Stärke der deutschen Springer. Nach dem führenden Finnen Pentii Uotinen lagen Max Bolkart mit 3,5 und Werner Lesser mit 5,5 Punkten Rückstand noch sehr aussichtsreich im Rennen.
| Zwischenstand nach 2 Springen | Zwischenstand nach 2 Springen | Zwischenstand nach 2 Springen |
| Pos.                          | Springer                      | Punkte                        |
| ----------------------------- | ----------------------------- | ----------------------------- |
| 01.                           | Uotinen                       | 438,5                         |
| 02.                           | Bolkart                       | 435,0                         |
| 03.                           | Lesser                        | 433,0                         |

| Pos. | Springer         | Land             | Punkte |
| ---- | ---------------- | ---------------- | ------ |
| 01   | Nikolai Schamow  | Sowjetunion      | 221,5  |
| 02   | Nikolai Kamenski | Sowjetunion      | 218,5  |
| 03   | Max Bolkart      | BR Deutschland   | 217,5  |
| 04   | Koba Zakadse     | Sowjetunion      | 213,5  |
| 04   | Werner Lesser    | DDR              | 213,5  |
| 06   | Helmut Recknagel | DDR              | 212,5  |
| 06   | Eino Kirjonen    | Finnland         | 212,5  |
| 08   | Pentti Uotinen   | Finnland         | 211,5  |
| 09   | Zdeněk Remsa     | Tschechoslowakei | 210,5  |
| 10   | Aulis Kallakorpi | Finnland         | 209,0  |

## Garmisch-Partenkirchen
- Datum: 1. Januar 1957[4]
- Land:  BR Deutschland
- Schanze: Große Olympiaschanze

Nach Protesten, auch mit Unterstützung des westdeutschen Skiverbandes, durften nun auch in Garmisch vor 30.000 Zuschauern die sowjetischen Springer starten. Und auch beim Neujahrsspringen entschieden sie das Duell mit den Finnen für sich. Allerdings gewann Nikolai Kamenski hauchdünn mit 0,3 Punkten Vorsprung vor Eino Kirjonen. Nikolai Schamow gelang im zweiten Durchgang mit 91,5 m ein neuer Schanzenrekord. Die zweithöchste Weite betrug 83,5 m. Insgesamt erreichten 4 sowjetische Springer eine Platzierung unter den ersten Zehn. Von den deutschen Springern konnten einzig Max Bolkart und Harry Glaß mit Platz 7 und 8 mit den Führenden mithalten. Dennoch reichten die Ergebnisse dafür aus, dass Bolkart und Lesser ihre vorläufigen Podiumsplätze noch halten konnten. Der Finne Kirjonen hatte allerdings Boden gut gemacht und lag schon knapp hinter Lesser.
| Zwischenstand nach 3 Springen | Zwischenstand nach 3 Springen | Zwischenstand nach 3 Springen |
| Pos.                          | Springer                      | Punkte                        |
| ----------------------------- | ----------------------------- | ----------------------------- |
| 01.                           | Uotinen                       | 653,9                         |
| 02.                           | Bolkart                       | 645,7                         |
| 03.                           | Lesser                        | 633,1                         |

| Pos. | Springer         | Land           | Punkte |
| ---- | ---------------- | -------------- | ------ |
| 01   | Nikolai Kamenski | Sowjetunion    | 217,9  |
| 02   | Eino Kirjonen    | Finnland       | 217,6  |
| 03   | Pentti Uotinen   | Finnland       | 215,4  |
| 04   | Nikolai Schamow  | Sowjetunion    | 215,0  |
| 05   | Koba Zakadse     | Sowjetunion    | 212,3  |
| 06   | Nikolai Trussow  | Sowjetunion    | 211,8  |
| 07   | Max Bolkart      | BR Deutschland | 210,7  |
| 08   | Harry Glaß       | DDR            | 206,4  |
| 09   | Toralf Engan     | Norwegen       | 205,8  |
| 10   | Władysław Tajner | Polen          | 202,5  |

## Bischofshofen
- Datum: 6. Januar 1957[5]
- Land:  Österreich
- Schanze: Paul-Außerleitner-Schanze

Am Dreikönigstag stand wieder ein Finne auf dem Siegerpodest. Eino Kirjonen verwies mit neuem Schanzenrekord von 94 m und fast 10 Punkten Abstand die sowjetischen Springer Kamenski und Schamow auf die weiteren Podiumsplätze. Die deutschen Springer zeigten mit den Plätzen 4 bis 7 eine starke Leistung. Der aussichtsreich platzierte Max Bolkart verlor allerdings auf Platz 11 mit nur 204,5 Punkten sage und schreibe 26 Punkte auf den Tagessieger Kirjonen, so dass dieser ihn noch vom zweiten Platz in der Gesamtwertung verdrängte.
| Pos. | Springer           | Land           | Punkte |
| ---- | ------------------ | -------------- | ------ |
| 01   | Eino Kirjonen      | Finnland       | 230,5  |
| 02   | Nikolai Kamenski   | Sowjetunion    | 220,6  |
| 03   | Nikolai Schamow    | Sowjetunion    | 217,2  |
| 04   | Helmut Recknagel   | DDR            | 214,5  |
| 05   | Georg Thoma        | BR Deutschland | 213,6  |
| 06   | Werner Lesser      | DDR            | 212,1  |
| 07   | Harry Glaß         | DDR            | 211,8  |
| 08   | Pentti Uotinen     | Finnland       | 208,9  |
| 09   | Walter Habersatter | Österreich     | 208,2  |
| 10   | Walter Steinegger  | Österreich     | 207,6  |

## Gesamtstand
Trotz eines fulminanten Auftritts von Eino Kirjonen in Bischofshofen reichte es am Ende nicht ganz für den Gesamtsieg. Pentii Uotinen rettete mit einem achten Platz auf der Paul-Außerleitner-Schanze noch 0,7 Punkte Vorsprung für den Tourneegewinn. Die deutschen Springer konnten sich mit 5 Athleten unter den ersten Zehn platzieren, wobei sich Helmut Recknagel schon in Oberstdorf mit seinem Sturz eine bessere Gesamtplatzierung verbaute. Zwischenzeitlich waren sogar 2 deutsche Springer in den Podiumsrängen. Am Ende gelang aber zumindest Max Bolkart mit Platz 3 die erste Podiumsplatzierung in der Tourneegesamtwertung für einen deutschen Springer. Das Abschneiden der sowjetischen Athleten wurde aufgrund des fehlenden Springens in Oberstdorf nicht berücksichtigt. Legt man nur die Punkte der letzten 3 Springen rein rechnerisch zugrunde, wäre die Reihenfolge Kirjonen, Kamenski, Schamow, Uotinen gewesen. Man kann also davon ausgehen, das die Gesamtwertung ohne das Einreiseverbot nach Oberstdorf anders ausgesehen hätte.
| Rang | Name              | Nation         | Gesamt- wertung | Oberst- dorf | Inns- bruck | Garmisch- Partenk.- | Bischofs- hofen |
| ---- | ----------------- | -------------- | --------------- | ------------ | ----------- | ------------------- | --------------- |
| 01   | Pentti Uotinen    | Finnland       | 862,8           | 227,0 / 01.  | 211,5 / 08. | 215,4 / 03.         | 208,9 / 08.     |
| 02   | Eino Kirjonen     | Finnland       | 862,1           | 201,5 / 17.  | 212,5 / 06. | 217,6 / 02.         | 230,5 / 01.     |
| 03   | Max Bolkart       | BR Deutschland | 853,6           | 217,5 / 06.  | 217,5 / 03. | 210,7 / 07.         | 204,5 / 11.     |
| 04   | Werner Lesser     | DDR            | 845,2           | 219,5 / 03.  | 213,0 / 05. | 200,6 / 11.         | 212,1 / 06.     |
| 05   | Harry Glaß        | DDR            | 827,3           | 212,5 / 08.  | 196,5 / 24. | 206,4 / 08.         | 211,8 / 07.     |
| 06   | Walter Steinegger | Österreich     | 825,0           | 212,0 / 09.  | 208,0 / 11. | 197,4 / 13.         | 207,6 / 10.     |
| 07   | Aulis Kallakorpi  | Finnland       | 821,1           | 223,0 / 02.  | 209,0 / 10. | 191,5 / 20.         | 197,6 / ?       |
| 08   | Georg Thoma       | BR Deutschland | 812,0           | 210,5 / 10.  | 195,5 / 25. | 192,4 / 18.         | 213,6 / 05.     |
| 09   | Władysław Tajner  | Polen          | 810,9           | 207,0 / 15.  | 201,5 / 15. | 202,5 / 10.         | 199,9 / ?       |
| 10   | Helmut Recknagel  | DDR            | 808,6           | 188,0 / 35.  | 212,5 / 07. | 198,6 / 12.         | 214,5 / 04.     |